# Parc Tsutsujigaoka
Le parc Tsutsujigaoka (躑躅ヶ岡公園, Tsutsujigaoka kōen) est un jardin japonais situé à Tatebayashi, dans la préfecture de Gunma.

## Aperçu
Le parc Tsutsujigaoka est à l'origine un jardin pour le daimyō du domaine de Tatebayashi datant du début de l'époque d'Edo. Il contient environ 10 000 plants d'azalées, dont certains ont plus de 800 ans et constitue un lieu touristique populaire de la préfecture de Gunma lors de la floraison en avril et mai. Le parc a une superficie totale de 49 890 m et possédait autrefois une serre de plantes exotiques (fermée en 2010) et un aquarium (fermé en 2015).

## Classement
Le parc a été désigné lieu de beauté pittoresque au Japon en 1934.

## Accès
Le parc est situé à environ 25 minutes à pied de la gare de Tatebayashi sur la ligne Tōbu Isesaki.

## Galerie

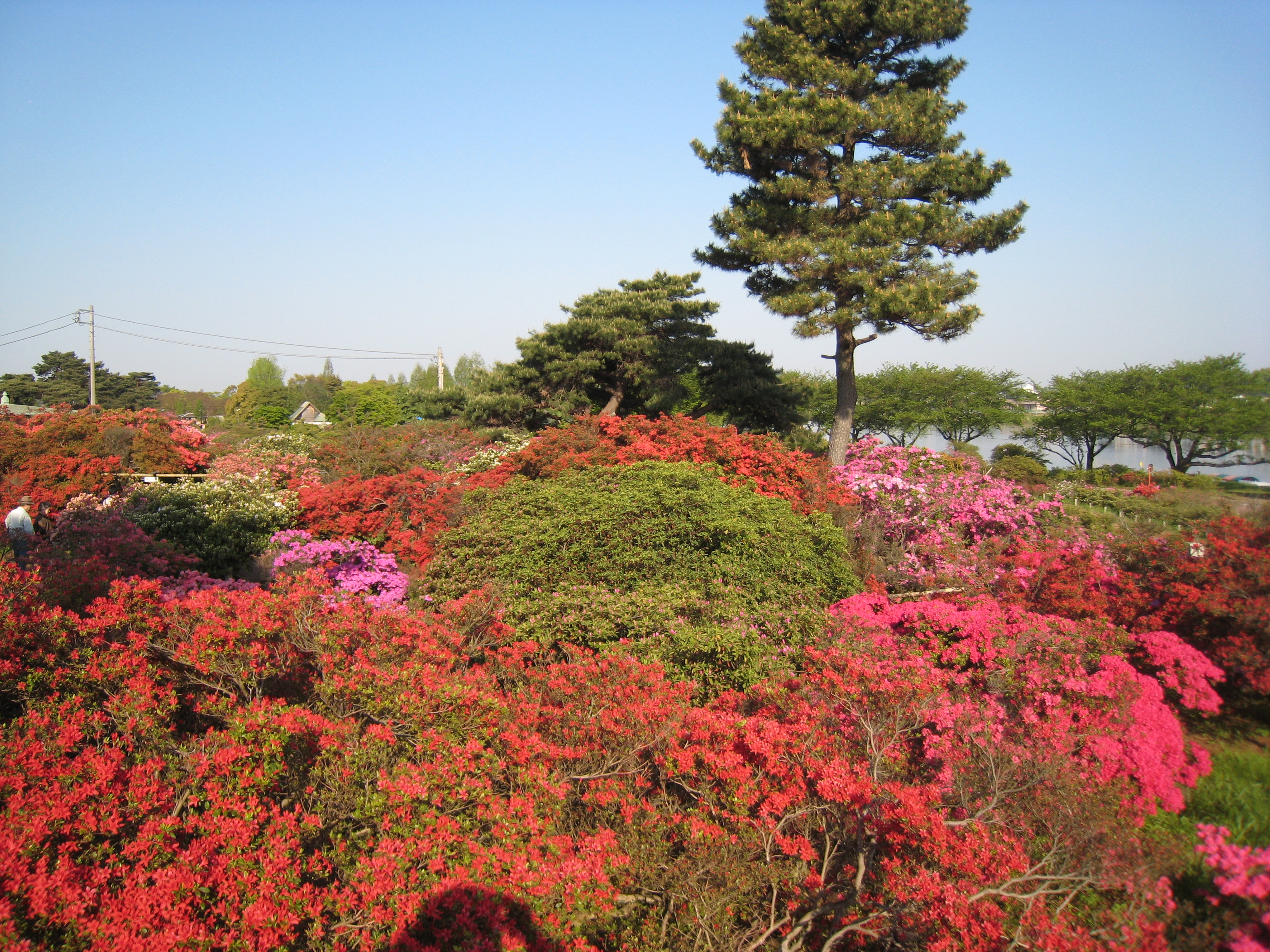
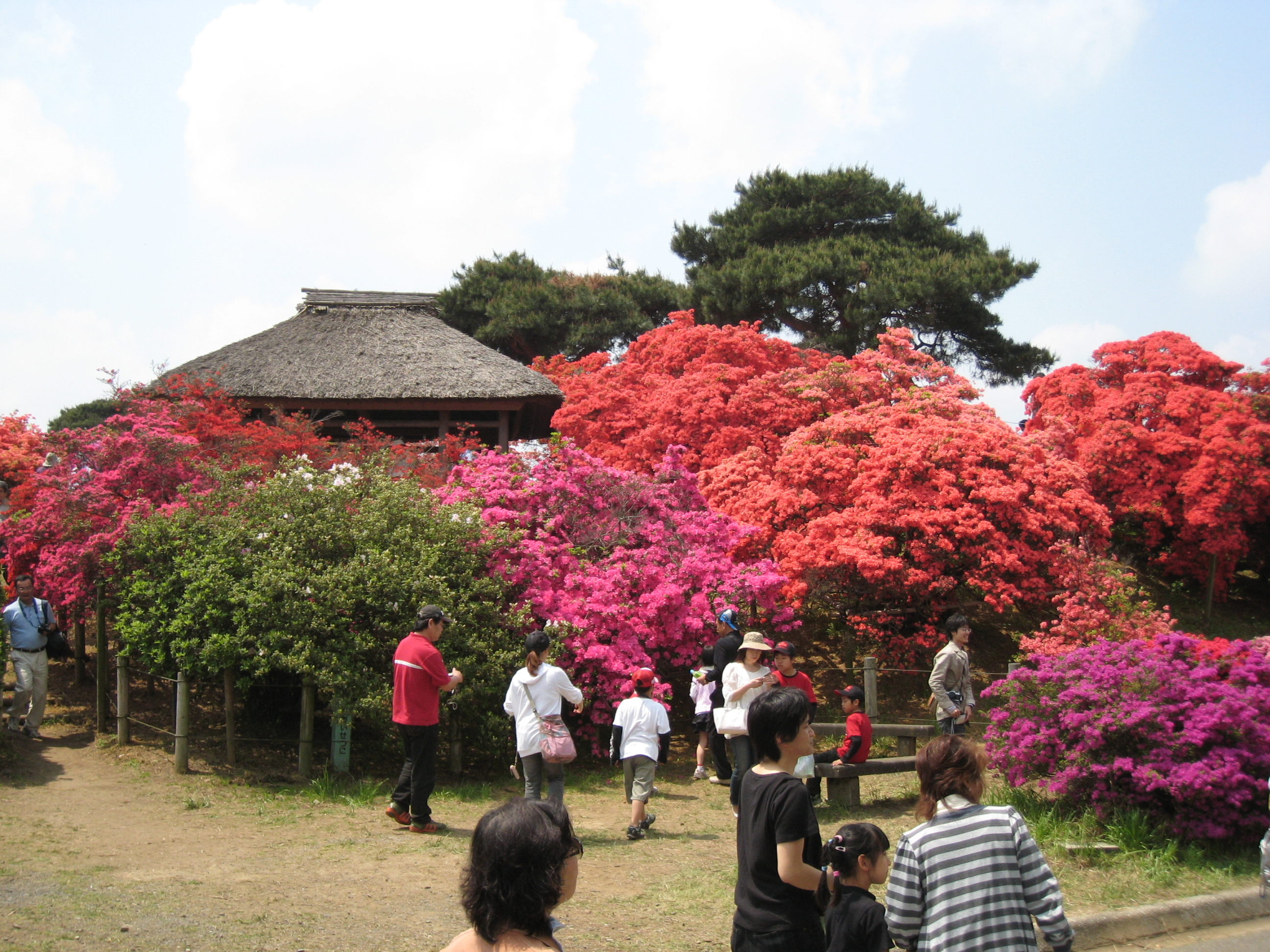
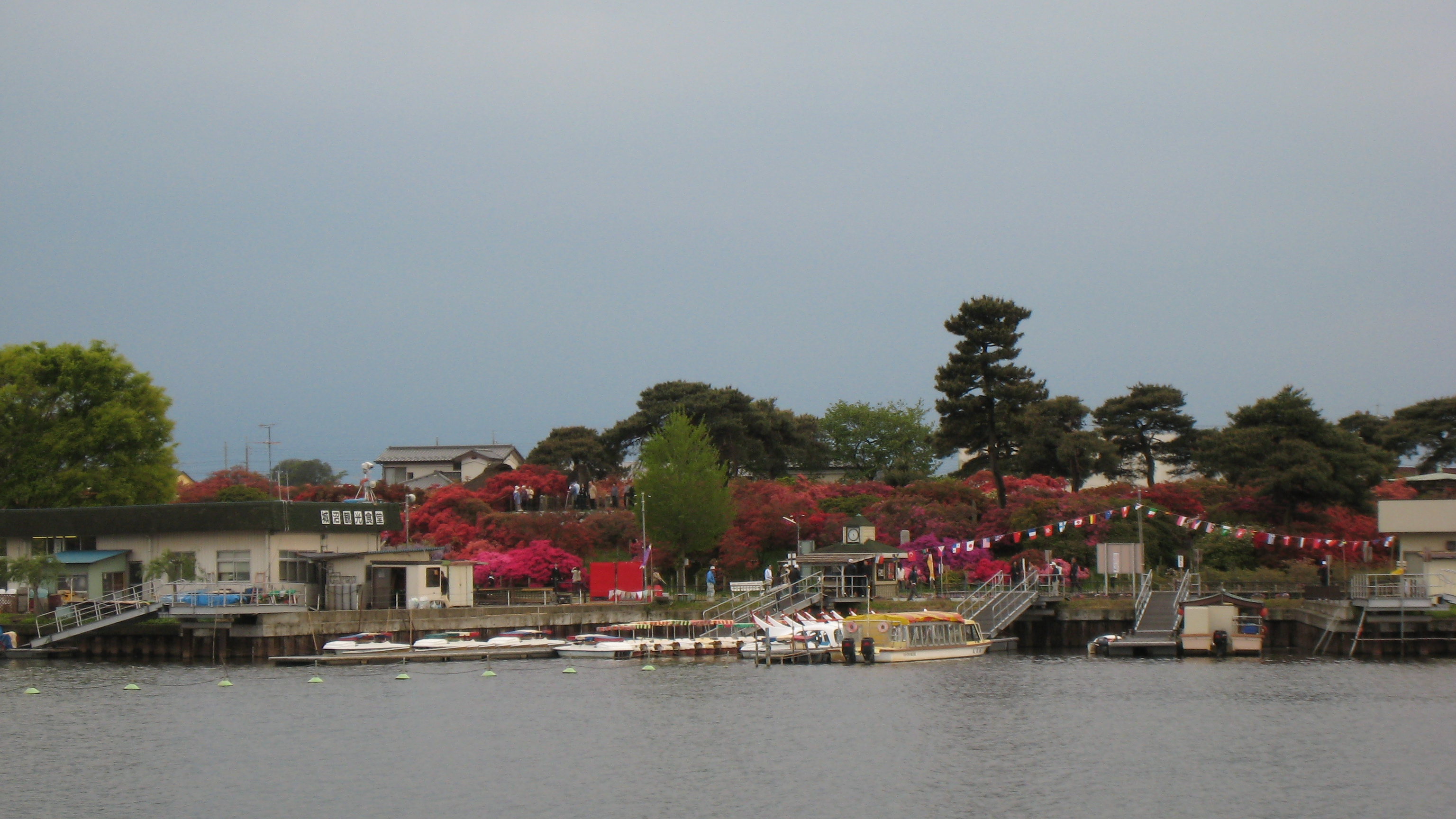